# Louis Nouët
Pour les articles homonymes, voir Nouet.
Louis-Hippolyte-Marie Nouët (né à Quimper le 5 septembre 1844 - mort à Vannes le 12 février 1933) était un administrateur français. Il fut gouverneur des Colonies en Nouvelle-Calédonie de 1886 à 1888, Gouverneur Général des Indes françaises de 1889 à 1890 lors du Second Empire colonial français sous la Troisième République, et de Guadeloupe de 1891 à 1894.

## Biographie
Après des études à Quimper, puis Paris, il entre le 8 octobre 1864 à l'école de Saint-Cyr. À sa sortie il est envoyé en Cochinchine. Il fut directeur de l'Intérieur et le créateur du réseau routier de la Cochinchine.
Le 12 octobre 1887, sur instruction d'Edouard Barbey, ministre de la Marine et des Colonies, le gouverneur Nouët promulgue par un arrêté, le décret du 18 juillet 1887 instituant l'indigénat en Nouvelle Calédonie sous le même modèle que celui de la Cochinchine ; ce décret pris par Jules Grevy, président de la République, sur proposition dudit ministre a pour but d'affirmer l'autorité du gouvernement, de valider les dispositions déjà prises localement pour ainsi continuer à contrôler la population Kanak. L'introduction de l'indigénat en Nouvelle Calédonie, s'inscrit dans la politique du gouvernement d'étendre ce régime à toutes les colonies récentes (Algérie 1875, Cochinchine 1881, Nouvelle Calédonie, AOF, AEF 1887, Annam, Tonkin 1897). Ce régime durera jusqu'en 1946. 
Chevalier de la Légion d'honneur le 6 juillet 1881, il est promu Officier de la Légion d'honneur par décret du 9 janvier 1894, sur le rapport du ministre du Commerce et des Colonies   . Autorisé à accepter et à porter la décoration de chevalier de l'ordre royal du Cambodge (20 novembre 1881).